# Anaïs Nin
Anaïs Nin [anaís nín], roj. Angela Anaïs Juana Antolina Rosa Edelmira Nin y Culmell, ameriška pisateljica, * 21. februar 1903, Neuilly-sur-Seine, Francija, † 14. januar 1977, Los Angeles (ZDA).
Bila je ameriška pisateljica, ki se je rodila ameriško-kubanskim staršem. Starša sta ji nadela ime  Angela Anaïs Juana Antolina Rosa Edelmira Nin y Culmell. Otroštvo je preživela v Franciji, kjer je bila v predmestju Pariza, v Neuilly-sur-Seine. Preživela je nekaj let v Španiji in na Kubi, toda večino časa je živela v Združenih državah Amerike. Doživela je starost 74 let, umrla je v Los Angelesu, v Kaliforniji. V ZDA si je ustvarila pisateljsko ime. Izdajala je časopise v obdobju od svojega 11. leta starosti pa vse do svoje smrti, poleg tega tudi kratke novele, kritike, eseje, kratke zgodbe z erotično vsebino. Večina njenih najbolj znanih del, vključno z deloma Venerina Delta in Ptičke je bila natisnjena in izdana posmrtno.

## Zgodnje obdobje
Anaïs Nin se je rodila staršem umetnikom. Njen oče Joaquin Nin je bil pianist in skladatelj, ko je spoznal njeno mamo Roso  Culmell, ki je bila šolana pevka na Kubi. Očetov stari oče je zapustil Francijo med Revolucijo ter se odpravil najprej v Santo Domingo, nato pa v New Orleans ter se končno ustail na Kubi, kjer se je preživljal kot delavec na trasi prve železniške proge.
Nin je bila vzgajana kot katoličanka, otroštvo in mladostna leta je preživela v Evropi. Po ločitvi svojih staršev, je mama Anaïs in njena dva brata Thorvald Nina in Joaquina Nin-Culmella najprej odpeljala v Barcelono in nato v New York. Kot je zapisala v svojih spominih Volume One, je pri svojih 16. letih prenehala s šolanjem ter postala model slikarjem. Po nekaj letih bivanja v Ameriki je pozabila španski jezik, a je še naprej tekoče govorila francosko in seveda angleško. 3. marca 1923 se je v Havani, na Kubi, poročila s prvim možem Hugo Parkerjem Guilerjem (1898-1985), uspešnim bankirjem in umetnikom, kasneje znanim kot "Ian Hugo", ko je postal znan po svojih eksperimentalnih filmih v 40. letih 20. stoletja. Po poroki se je par leta 1924 preselil v Pariz, kjer je Guiler sledil svoji bančni karieri, Anaïs pa se je začela ukvarjati s pisanjem. V njenih spominih najdemo zapise o učenju in treniranju flamenco plesa v drugi polovici 20. let. Njeno prvo objavljeno delo je bila kritika pisatelja D. H. Lawrenca z naslovom D. H. Lawrence: An Unprofessional Study, kritiko je napisala v 16. dneh.
Anaïs Nin je zelo spremenila svoj značaj po svojih obiskih pri psihiatru Otto Ranku, ki je prekinil sodelovanje s Sigmundom Freudom zaradi ocene, da bi moral bolj ceniti žensko seksualnost, umetnost in pomen odnosa mati-otrok. Svoj drugi obisk pri Ranku je doživela kot ponovno rojstvo, tako kot ženska kot tudi umetnica. Rank ji je pomagal, da se je ozrla nazaj in svoje pridobljene občutke izražala v svojih delih ter pri delu pri časopisu. Odkrila je kvaliteto in pomen svojih čustev v brezizraznih preobrazbah, med tem kar je izrekla in česar ni mogla izreči. "Ko je govoril, sem pomislila na moje težave s pisanjem, na moj boj kako opisati občutke, ki jih ni lahko opisati. Na moj boj, kako najti jezik za intuicijo, občutje in nagon, ki so sami po sebi, nedosegljivi, subtilni in težko opisljivi z besedami".
Anaïs je zapustila Pariz konec poletja 1939, ko so bili priseljenci iz dežel onkraj oceana pozvani, da zapustijo Francijo zaradi bližajoče se vojne, skupaj z možem Guilerjem ter se ponovno naselila v New Yorku. Med drugo svetovno vojno je Anaïs shranila pri Frances Steloff, v Gotham Book Mart v New Yorku.

## Osebno življenje
Upoštevajoč njene spomine, je Anaïs svoje boemsko življenje v Parizu delila s Henryjem Millerjem. Njen mož Guiler v njenih spominih iz 30.let ni bil nikjer omenjen , čeprav prvi začetki spomnih nedvomno kažejo na to, da je bila z njim poročena. Prav tako je moč zaslediti, da je mož želel, da se ga v njenih spominih ne omenja. Anaïs je nastopala tudi kot igralka v nekaj filmih, kot Astarte v "Inauguartion of the Pleasure Dome" (1954) režiserja Kennetha Angerja, kot Maya Deren v filmu "Ritual in Transfigured Time" (1946) ter v filmu "Bells of Atlantis", ki ga je režiral Guiler kot "Ian Hugo", glasbo sta napisala Louis in Bebe Barron. V spominih, ki jih je posmrtno uredil njen drugi mož,  ke navedla, da je bila njena zveza s Henryjem Millerjem strastna in fizična. Anaïs je bila leta 1934 z Millerjem tudi noseča, a se za otroka nato ni odločila, temveč je splavila.
V letu 1947, ko je bila stara 44, je povsem naključno v nekem dvigalu stavbe na Manhattnu spoznala bivšega igralca Ruperta Pola, ko se je peljala na zabavo. Srečanje je pustilo posledice, začenjala sta se dobivati, nato sta skupaj potovala v Kalifornijo. Rupert Pole je bil 16 let mlajši od Anaïs. Poročila sta se 17.marca 1955 v Arizoni, ko sta se vračala v Kalifornijo, kjer je Rupert Pole sicer živel. Guiler je ostal v New Yorku, ne vedoč za njen drugi zakon. Zanj je zvedel šele po njeni smrti leta 1977. 
Po Guilerjevi smrti leta 1985 so bili necenzurirani deli njenih spominov odkupljeni s strani Ruperta Pola. Rupert Pole je umrl julija 2006.
Anaïs  je iskala navdih za svoja delar pri sodobnikih ameriški pisateljici Djuni Barnes, ki je prav tako uživala boemsko življenje v Parizu v 20. in 30. letih 20.stoletja, pri znanih avtorjih D.H.Lawrencu, Marcelu Proustu, Andre Gideju, Jeanu Cocteauju, Paulu Valéryju ter Arthurju Rimbaudu.

## Književna kariera

#### Časopisi
Anaïs Nin je verjetno najbolj znana kot avtorica spominov. Njeni časopisi, ki so vsebovali njen dnevnik in so izhajali desetletja, omogočajo natančen pogled v njeno osebno življenje ter njena razmerja. Anaïs Nin se je seznanila z mnogimi znanimi avtorji, umetniki, psihoterapevti, z nekaterimi tudi intimno, o katerih je veliko pisala. Posebej ljub ji je bil Otto Rank. Za takratne čase nekoliko nenavadno je kot ženska avtorica pisala predvsem o znanih osebnostih moškega spola. Njeni članki so bili pomembni kot protiutež in drugačen, ženski, pogled nanj. Njena neobjavljena dela so dočakala časopisno osvetljenje v njenem časopisu "A Cafe in Space", vključujoč tudi pisma med Anaïs Nin in njenim očetom. Skupaj je izšlo 15 zvezkov njenega časopisa.

#### Erotično ustvarjanje
Anaïs Nin je po mnenju mnogih kritikov ena najbolj priljubljenih opisovalk ženske erotike. Bila je ena izmed prvih žensk, ki ji je uspelo razviti celovito erotično pisanje, vsekakor pa je bila najbolj znana ženska avtorica v modernem zahodnem svetu, ki je opisovala erotiko. Pred njo se ženske avtorice erotično tematiko redko opisovale, z nekaj izjemami, kot na primer Kate Chopin, ki je ustvarjala v drugi polovici 19.stoletja.
Z erotiko se v delih Anaïs Nin prvič srečamo v Zvezku I (Volume I) njenih spominov (1931-1934), ki so bili objavljeni leta 1966, katere je uredil Gunther Stuhlmann. Takrat se skupaj z možem Guilerjem, mamo in bratoma vrnila v Pariz. Tam so skupaj najeli stanovanje, katerega je oddajal Američan, ki je bil čez poletje odsoten iz Pariza. Anaïs Nin so prišli pod roke francoske brošure z erotično vsebino. V svojih spominih je izjavila: "Ko sem te drobne knjige brala, eno za drugo, je bila taka snov zame popolnoma nekaj novega. Nikoli doslej nisem brala erotične vsebine med bivanjem v Ameriki. Vsa me je prevzela. Bila sem brez izkušenj, prav za prav še nedolžna, pojma nisem imela glede spolnega izkoriščanja. Po branju teh knjig sem diplomirala iz erotike."
Soočena z obupnim pomanjkanjem denarja, so Anaïs Nin, Henry Miller in ostali prijatelji iz kroga pričeli s pisanjem erotičnih in pornografskih zgodb za neznanega zbiralca. Zanje sta iztržila dolar na stran, njima se je zdelo kot šala. Raziskovalci njunih del si niso edini, ali jih je pisal Miller sam ali pa je dopustil, da se njegovo ime zgolj navede. Na ta način naj bi bilo več vredno. Anaïs Nin je označevala in opisovala svoje junake v zgodbah kot pretirane v vseh pogledih. Njen prvotni namen ni bil, da bi bile njene zgodbe objavljene, a se je kasneje premislila in v začetku sedemsedesetih let 20.stoletja dovolila objavo svojih knjig Venerina Delta in Ptičke.
Anaïs Nin je bila prijateljica, dostikrat tudi v intimnem smislu, mnogih takrat vodilnih književnih imen, kot na primer Henry Miller, John Steinbeck, Antonin Artaud, Edmund Wilson, Gore Vidal, James Agee, in drugi. Njena strastna zveza in tesno prijateljstvo z Millerjem je zelo vplivalo nanjo kot žensko in pisateljico. Anaïs je svojih spominih opisovala svoje navdušenje nad surrealistično umetnico Bridget Bate Tichenor. Krožile so govorice, da naj bi bila biseksualka, o tem naj bi govoril tudi film Philipa Kaufmana Henry & June. Te govorice so dodatno podkrepili njena članka v njenem tretjem, necenzuriranem, časopisu Fire. V prvem je opisana z njenim pacientom Thuremo Sokol, s katero naj se ne bi zgodilo nič intimnega. Opisovala je tudi prizore v troje v hotelskih sobah in čeprav so Anaïs privlačile ženske, se jim ni v celoti prepustila. Anaïs je v svojih neobjavljenih dnevnikih potrdila, da ni biseksualka, čeprav bi jo lahko erotično privlačile druge ženske, se v spolni odnos z njim ni mogla spustiti. Brez dvoma so jo moški seksualno izredno privlačili.
Anaïs Nin je v svojem časopisu, z naslovom Henry and June zelo jasno navedla, čeprav so indici, da to ni res, da ni imela intimnega odnosa z Millerjevo ženo June. Po navedbah Anaïs in Millerja je bila June fatalna ženska, ženska, ki se ji moč upreti, erotična in sočna. Anaïs je June dajala svoje obleke, nakit, denar, včasih vse do zadnjega centa. V svojem drugem časopisu Incest je Anaïs opisala, da je imela razmerje s svojim očetom, o čemer obstaja tudi slikovni dokaz. Ko je Anaïsin oče izvedel za naslov knjige, Hiša incesta, se je prestrašil, da se bo razkrilo njuno razmerje, kar se je v resnici tudi zgodilo.

## Pozna leta
Razvoj ženskega gibanja v šestdesetih letih 20.stoletja je dal pisanju Anaïs Nin dodatno razsežnost, ženski pogled. S tem je postala zelo privlačna za službovanja na različnih univerzah, s tem se je povsem izločila iz političnega udejstvovanja.
V letu 1973 je Anaïs Nin prejela naziv častni doktor znanosti Umetnostne šole iz Philadelphie. Bila je imenovana v Ameriški državni inštitut umetnosti in pisanja v letu 1974. Umrla je v Los Angelesu 14. januarja1977 po triletnem boju z rakom. Njeno telo so upepelili, njene posmrtne ostanke pa raztresli po Zalivu Santa Monice. Njen prvi mož Hugh Guiler je umrl v letu 1985, njegov pepel so prav tako raztresli po majhnem zalivu. Rupert Pole je bil imenovan za dediča za njena dela, ki jih objavil med letom 1985 in svojo smrtjo leta 2006.
Philip Kaufman je režiral film Henry in June, katerega osnova predstavlja knjiga Henry and June: From the Unexpurgated Diary of Anaïs Nin. V filmu je Anaïs Nin upodobila igralka Maria de Medeiros.

### Dela
- Waste of Timelessness: And Other Early Stories (napisano pred 1932, objavljeno po smrti)
- D. H. Lawrence: An Unprofessional Study (1932)
- House of Incest (1936)
- Winter of Artifice (1939)
- Under a Glass Bell (1944)
- Cities of the Interior (1959), v petih zvezkih:
  - Ladders to Fire
  - Children of the Albatross
  - The Four-Chambered Heart
  - A Spy in the House of Love
  - Seduction of the Minotaur,  prva objava kot Solar Barque (1958).
- Venerina Delta (1977)
- Ptičke (1979)
- Collages (1964)
- The Early Diary of Anaïs Nin (1931–1947), v štirih zvezkih
- The Diary of Anaïs Nin, v sedmih zvezkih, uredila Anaïs Nin
- The Novel of the Future (1968)
- In Favor of the Sensitive Man (1976)
- A Literate Passion: Letters of Anaïs Nin & Henry Miller (1987)
- Henry in June: From a Journal of Love (1986), uredil Rupert Pole po njeni smrti
- Incest: From a Journal of Love (1992)
- Fire: From A Journal of Love (1995)
- Nearer the Moon: From A Journal of Love (1996)
- Aphrodisiac: Erotic Drawings by John Boyce for Selected Passages from the Works of Anaïs Nin
- White Stains zbirka erotičnih zgodb.